# Serenade Italia
Serenade Italia là tác phẩm viết cho tứ tấu đàn dây của nhà soạn nhạc người Áo Hugo Wolf. Tác phẩm được viết vào năm 1887. Năm 1892, Wolf đã chuyển soạn tác phẩm này cho dàn nhạc giao hưởng.